# Comostola szechuanensis
Comostola szechuanensis är en fjärilsart som beskrevs av Louis Beethoven Prout 1934. Comostola szechuanensis ingår i släktet Comostola och familjen mätare. Inga underarter finns listade i Catalogue of Life.